# 戰爭程序員白瀨
《戰爭程序員白瀨》，是由日本的動畫公司AIC製作、2003年10月起在獨立UHF局播出的原創電視動畫。另外，該作動畫的標題中的「BPS」是用「bpS」作表示。

## 概要
該作在首播是每集15分鐘、並分割成3個章節播出，全15話。後來再放送時改成每集30分鐘、話數減縮成全5話播出。
此外《魔法少女砂沙美》（該作也是「天地無用！系列」的外傳作品）角色天野美紗緒也有在這部動畫中登場。

## 故事簡介
「那雙乾燥悲哀的眼中，流露出來的東西是什麼？」
白瀨慧，貧窮的自由程序員，有著異於常人的情報處理能力，他以傳說中的黑客聞名，但是很少人知道他的身分。在丟失或被竊或隱藏的網路中，數據就是他的領域。他所沉迷的是自己的想像自己的本質亦或是測試他的勇氣呢？
人們叫他戰爭程序員白瀨（Battle Program Sirose（簡稱：BPS））。

## 登場人物
白瀨慧（聲：中井和哉）
本作的主角，其真實身分是「Battle Program Sirose（簡稱：BPS）」駭客。
天野美紗緒（聲：福圓美里）
慧的姐姐的女兒，11歲，就讀於大習志野學園國小5年3班。
白瀨美津子（聲：橫尾麻里）
天野琴惠的母親，天野美沙緒的祖母。
天野琴惠（聲：田中敦子）
天野美沙緒的母親，跟白瀨慧是義姊弟的關係。
天野繁樹
天野美沙緒的父親，在劇中設定是在海外從事單身赴任的業務，因此只有在名字中出現。
本木紗英（聲：永島由子）
柚木賴子（聲：折笠富美子）
美國海軍所屬的情報技術將校中佐，10歲，專門在美國海軍基地地下以針對固定式電腦防火牆間諜潛水艇B-2UNIT隊長做監視的工作。為了要去看死守著防衛廳主電腦的戰鬥程序員，於是就請假回到了日本。
轉學到大習志野學園後與天野美紗緒成為好友，實際上是為了收集情報還有接近正在死守著防衛廳主電腦的白瀨慧以套出相關的情報。
坂本悅子（聲：櫻川朝惠）
林教授（聲：土師孝也）
秋月郁（聲：家中宏／櫻川朝惠（少年時期））
在每一話以不同職業登場的同名同姓、長相也很相似的中年男子角色。當要向白瀨慧請求委託的時候總是會在不好的時機來，然後使其搞錯狀況。
膝下有一名叫做發一（日語：バツイチ）的兒子，喜歡的女性類型為伊莎貝爾·阿加尼。
有小時候曾經在暴風雨中被關在公用電話亭內造成現在心理創傷的共通點。
目前在劇中已知所擔任的職業：有身為銳敏電子公司的海外員工總代表、海上保安廳第三管理區二等海上保安正、陸上自衛隊幕僚監部三佐、New Beautiful飯店實習生志野The Great的結婚典禮會場一級結婚仲介士、警視廳公安部警部補等等。
尾瀨倫太郎（聲：高戶靖廣）
銳敏電子公司美國研究所所屬系統工程師，27歲，綽號美國王。
身為系統工程師的同時也是不合法的地下公司角色科技社所聘請用來進行危險電腦關係的最高負責人，每次與白瀨慧進行激烈的電子情報大戰之後都會變成失敗的一方。
齋藤英樹（聲：高橋廣樹）
川原砂姬（聲：橫手久美子）
川原丈（聲：鈴木千尋）
美（聲：鯨）
藤本店長（聲：中嶋聰彥）
三浦亨（聲：松山鷹志）
三浦美加

## 其他聲優
- 女服務生：櫻川朝惠、松島可奈
- 同人誌促銷會與促銷子：J/R櫻島液
- 客人：J/R櫻島液、林宏樹
- 警備員：飯島肇（日语：飯島肇）
- 本木紗英的奶奶：鯨
- 旁白：土師孝也

## 製作人員
- 企劃：GANSIS（日语：ガンジス (映像企画会社)）、AIC
- 原案、導演：林宏樹
- 劇本統籌：J/R櫻島液
- 人物設定、總作畫監督：牧野龍一（日语：牧野竜一）
- 機械設定、機械總作畫監督：橋本敬史（日语：橋本敬史）
- 美術監督：高橋麻穗
- 色彩設計：大西峰代
- 攝影監督[1]：鮎田善史
- 3D導演：井口光隆
- 剪輯：右山章太
- 音響監督：龜山俊樹
- 音樂：長岡成貢（日语：長岡成貢）
- 製作人：森山敦、川崎倫子
- 動畫製作人：渡邊欽哉
- 動畫製作：AIC
- 製作、著作：BPS製作委員會

## 主題歌
片頭曲「suddenly」
作詞、作曲、主唱：天方直實，編曲：久保浩二
片尾曲「Pure enough」
作詞、作曲、編曲、主唱：松浦有希

## 各話列表
| 話數     | 日文標題 | 中文標題                                                     | 編劇      | 分鏡     | 演出       | 作畫監督          |
| -------- | -------- | ------------------------------------------------------------ | --------- | -------- | ---------- | ----------------- |
| Episode1 |          | 登場的BPS！E模式 VS 超級計算機美國王登場！                   | J/R櫻島液 | 林宏樹   | 林宏樹     | 牧野龍一 橋本敬史 |
| Episode2 |          | 熱風的BPS！穿著泳衣的臨海學校是甜蜜的危險 千鈞一髮的美沙緒！ | J/R櫻島液 | 林宏樹   | 川島宏     | 牧野龍一 橋本敬史 |
| Episode3 |          | 危險中的BPS！不平凡的女程序員是小學生!?                      | J/R櫻島液 | 林宏樹   | 山內東生雄 | 佐藤道雄          |
| Episode4 |          | 要引退？BPS！色即是空的相親對象是沙英老師                    | J/R櫻島液 | 吉田英俊 | 鎌仲史陽   | 柳瀬雄之          |
| Episode5 |          | 困惑的BPS！女間諜？蜂蜜陷阱美好的一天轉變誘拐                | J/R櫻島液 | 林宏樹   | 岡崎幸男   | 牧野龍一 橋本敬史 |

該動畫曾在最終回有表示「動畫的內容為純屬戲劇效果」以提醒觀眾。DVD發行之後則刪除了這則提醒。

## 播放電視台
| 播放地區   | 播放電視台   | 播放日期               | 播放時間（UTC+9）         | 所屬聯播網 | 備註   |
| ---------- | ------------ | ---------------------- | ------------------------- | ---------- | ------ |
| 廣島縣     | 新廣島電視台 | 2003年10月3日－        | 星期五 26時00分－26時30分 | 富士電視網 |        |
| 神奈川縣   | 神奈川電視台 | 2003年10月4日－        | 星期六 23時45分－24時15分 | 獨立局     |        |
| 埼玉縣     | 埼玉電視台   | 2003年10月5日－        | 星期日 24時50分－25時20分 | 獨立局     |        |
| 京都府     | KBS京都      | 2003年10月6日－        | 星期一 25時25分－25時55分 | 獨立局     |        |
| 中京廣域圈 | 名古屋電視台 | 2003年10月10日－       | 星期五 26時55分－27時25分 | 朝日電視網 |        |
| 日本全國   | Kids Station | 2004年2月19日－        | 星期四 24時00分－24時30分 | 衛星電視   | 有重播 |
| 日本全國   | AT-X         | 2017年5月17日－6月14日 | 星期三 21時30分－22時00分 | 衛星電視   | 有重播 |

## 外部連結
- .   [2017-12-16]. （原始内容存档于2014-04-25）. （日語）
- 株式會社STARCHILD公式官網的作品介紹頁面 （页面存档备份，存于） （日語）